# Yannick van de Velde
Yannick van de Velde (Utrecht, 15 augustus 1989) is een Nederlands acteur en cabaretier, die bekend werd met zijn rol in In Oranje.

## Familie en jeugd
Van de Velde is de zoon van regisseur Jean van de Velde. Hij zat op het Christelijk Gymnasium Utrecht en is toen naar de Amsterdamse Toneelschool gegaan.
Van de Velde heeft een relatie met cabaretier Yentl Schieman. In 2019 kregen ze een dochter.

## Loopbaan
In 2003 deed Van de Velde auditie voor de film Erik of het klein insectenboek. Hij kon de rol van vlinder krijgen, maar koos ervoor om auditie te doen voor de rol van Remco van Leeuwen in de film In Oranje. Met zijn rol in deze film won hij in 2005 enkele prijzen, waaronder een Young Artist Award. In de zomer van 2008 kwam de film De brief voor de koning uit, waarin hij een hoofdrol speelt. In 2009 speelde hij de hoofdrol in de serie 2012: Het jaar Nul. Datzelfde jaar begon hij in Amsterdam aan de Amsterdamse Toneel- en Kleinkunstacademie, waar hij in 2013 afstudeerde.
In 2012 maakte hij op school samen met zijn klasgenoot Tom van Kalmthout de voorstelling RUNDFUNK?, die vervolgens geselecteerd werd voor de Parade. Voor deze voorstelling werden ze in 2013 geselecteerd op het International Theatre School Festival in Amsterdam, waar ze een prijs wonnen. Datzelfde jaar behaalden ze de finale van het cabaretfestival Cameretten.
In 2012 speelde Van de Velde een rol in Drie Zusters van Theu Boermans bij Het Nationale Toneel.
In 2013 was hij te zien in de serie Zusjes en speelde hij een grote rol in de speelfilm en televisieserie Hoe duur was de suiker. In 2013 begonnen tevens de opnamen voor Nieuws uit de natuur, dat Van de Velde samen met Tom van Kalmthout presenteerde. Ook was hij te zien in De Buitendienst en presenteerde hij vanaf 2016 De vloer op jr.
In 2015 speelde hij de rol van Laurens Vogel in de serie Goedenavond dames en heren, waarvan zijn vader het scenario schreef.
Sinds 2021 speelt hij een hoofdrol in de misdaadseries rond Ferry Bouman (Frank Lammers).

## Filmografie
- Johnny ATB (1999), als Johnny
- Kruimeltje (1999), als Keesie
- IJS (2001)
- All Stars (2001), als F'je (aflevering De tasjesdief)
- Kees de jongen (2003), als De Veer
- In Oranje (2004), als Remco van Leeuwen
- Floris (2004), als Hertog van Bourgondië
- De brief voor de koning (2008), als Tiuri
- 2012: Het jaar Nul (2009), als Hidde
- De vloer op (2009)
- Overspel (vanaf 2011), als het vriendje van Marit Steenhouwer
- Lieve Liza (2012), als Jurriaan
- De vloer op jr. (2012)
- Zusjes (2013), als Mathijs
- Hoe duur was de suiker (2013), als Rutger le Chausseur
- Moordvrouw (2013), als Mike (aflevering Bittere pil)
- De Buitendienst van Nieuws? Uit de natuur! (2013–2016), met Tom van Kalmthout in Programma voor de jeugd
- Aanmodderfakker (2014), als Walter
- Homies (2015), als Joost
- Goedenavond dames en heren (2015), als Laurens Vogel
- Rundfunk (2015–2016), als Tim
- Kamp Holland (2016), als Tim van Dongen
- Adios Amigos (2016), als Phillip
- Fissa (2016), als Max
- Oh Baby (2017), als Wout
- Dikkertje Dap (2017), als Raf de giraf (stem)
- Taal is zeg maar echt mijn ding (2019), als belegger
- Rundfunk: jachterwachter (2020), als Jachterwachter
- All Stars & Zonen (2020), als Peter de Boer Junior
- Ferry (2021), als Lars van Marken
- Undercover (2019-2021), als Lars van Marken
- Ferry: de serie (2023), als Lars van Marken

Naast deze rollen heeft hij in 2004 de televisieserie Hoe kom ik in Oranje? gepresenteerd en speelde hij een student in 2008 in de televisieserie S1ngle (reeks 1, aflevering 4).
Ook sprak hij de stem in van Edmund Pevensie in De Kronieken Van Narnia: De Leeuw, de Heks en de Kleerkast, De Kronieken van Narnia: Prins Caspian en De Kronieken van Narnia: De reis van het drakenschip.
In de zomer van 2017 stond Rundfunk opnieuw op De Parade, met een gedeelte uit het programma "Wachstumsschmerzen". Dat programma is van najaar 2017 tot voorjaar 2019 te zien geweest in een groot aantal Nederlandse theaters.
In 2020 kreeg het eerste theaterprogramma een vervolg genaamd "Todesangstschrei". De tweede voorstelling lijkt in vorm sterk op de eerste: het is sketchcabaret op hoog tempo, met politiek incorrecte humor over maatschappelijke thema's. De recensies waren lovend, met vier uit vijf sterren van verschillende kwaliteitskranten.

## Prijzen
- In 2005 kreeg Van de Velde de Young Artist Award voor beste acteur in een buitenlandse film voor zijn hoofdrol in de film In Oranje. Ook de film In Oranje zelf won een Young Artist Award voor beste buitenlandse jeugdfilm.
- Samen met Tom van Kalmthout  (Rundfunk) ontving hij de Neerlands Hoop 2018.
- Samen met Tom van Kalmthout (Rundfunk) won hij in 2024 de Poelifinario voor hun voorstelling Schau. [5]